# Talionprincipen
Talionprincipen (lat. jus talionis, av lat. talis, "sådan"), inom juridiken vedergällningsrätt, är en princip, enligt vilken man i äldre tider reagerade mot brottsliga gärningar. Principen går ut på att en rättskränkning skall mötas med ett ont som såvitt möjligt är lika med det som rättskränkningen medfört. 

## Historik

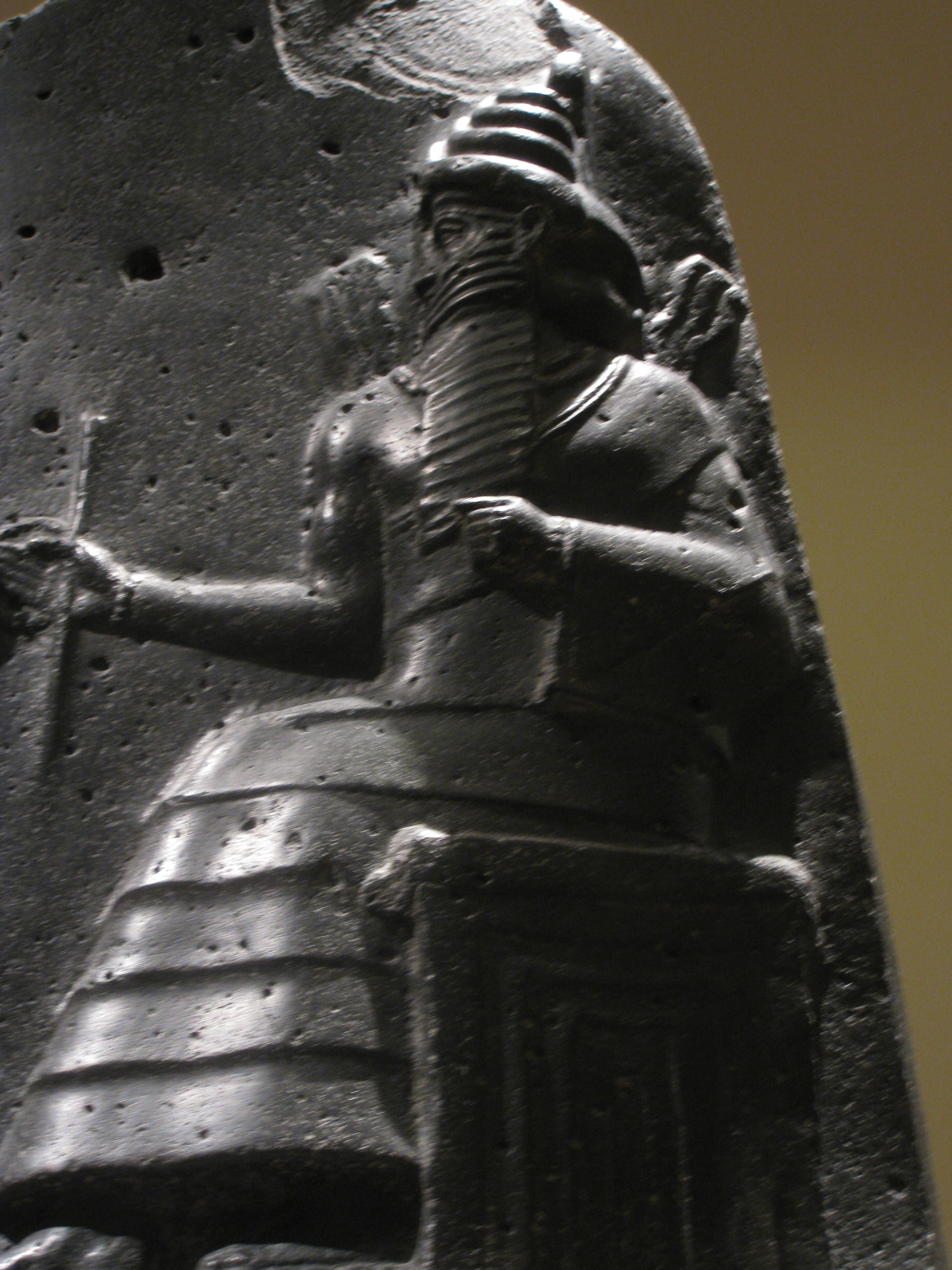
Hammurabi

I primitiva samhällen, där reaktionen mot rättskränkningen ännu försiggår i självhämndens form, utgör denna princips framträdande ett viktigt framsteg eftersom den begränsar hämndens utsträckning. Men även sedan den enskildes hämndutkrävande undanträngts och reaktionen mot brottet blivit en samhällets angelägenhet, kvarstod länge samma princip vid straffets bestämmande. Det äldsta uttrycket för densamma återfinns i kung Hammurabis lagar från omkr. 1750 f.Kr. Det heter där: 
Om någon förstör en annans öga, då skall man förstöra hans öga; om någon sönderslår en annans lem, då skall man på honom sönderslå hans lem; om någon utslår en annans tänder, då skall man på honom utslå hans tänder.
Samma tanke har därefter kommit till uttryck i den äldsta bevarade judiska lagsamlingen, den s.k. förbundsboken, som återfinns i 2 Mos. kap. 20 ff. (se särskilt 21:23-25). Och särskilt under inflytande därifrån kvarstod den sedan länge i Västerlandets strafflagstiftning. I senare tider avstod man från fordringen på en sådan fullkomlig likhet emellan brott och straff (s.k. materiell talion) och yrkade endast, att förbrytaren skall lida ett ont, som till sin kvantitet motsvarar det begångna brottet (s.k. formell talion). 
Då det ej kan vara rätt att låta straffets storlek bestämmas av den åstadkomna skadan, utan hänsyn till det i brottet uppenbarade uppsåtet eller oaktsamheten, har istället vedergällningsprincipens anhängare bestämt denna fordran så, att förbrytaren skall tillfogas ett lidande, som till sin kvantitet motsvarar hans brottsliga skuld. I denna form ligger vedergällningstanken till grund för den vid mitten av 1800-talet härskande s.k. klassiska straffrättsskolans uppfattning av straffets ändamål.
Allmänprevention innebär att folket skulle avskräckas från att begå brott — det är alltså ett hot före brottet. För att allmänprevention ska fungera, måste straffhotet vara större än den lustupplevelse eller vinning som gärningsmannen eventuellt skulle få genom att begå brottet.

## Talionprincipen inom skadeståndsrätt
Inom skadeståndsrätt gäller i princip Talionprincipen både i Sverige och många andra länder. Den som orsakar en ekonomisk skada ska ersätta det vare sig han kan betala eller ej. Kan man ej betala får man betala av. Avvikelse från Talionprincipen finns i form av principerna om beneficium och skuldsanering.